# Giro di Lombardia 1941
Il Giro di Lombardia 1941, trentasettesima edizione della corsa, si svolse il 19 ottobre 1941 su un percorso di 217 km con partenza e arrivo a Milano. Organizzato dalla Gazzetta dello Sport e aperto a professionisti, indipendenti e dilettanti, fu vinto dall'italiano Mario Ricci, giunto al traguardo con il tempo di 6h26'41" precedendo per distacco i connazionali Cino Cinelli e Severino Canavesi. Risultarono classificati 38 dei 63 ciclisti al via; Aldo Bini, inizialmente terzo, fu squalificato per irregolarità.

## Percorso
Partita da Milano, nella prima parte la corsa transitò nell'ordine da Saronno (km 17), Mozzate, Marcolina, Bizzozero, Varese, Sant'Ambrogio Olona, Brinzio, Rancio, Grantola, Ghirla, Ganna, di nuovo Varese, Malnate, Binago, Olgiate Comasco, San Fermo della Battaglia e Como. Nella seconda parte transitò quindi da Albese, Erba, Longone al Segrino, Canzo, Asso, Onno, Valbrona, Bellagio, Magreglio al termine della salita del Ghisallo, di nuovo Asso, Canzo, Monguzzo e da lì, in direzione sud, da Inverigo, Arosio, Giussano, Seregno, Desio, Nova Milanese, Bresso e sul ponte della Ghisolfa fino al velodromo Vigorelli di Milano, sede del traguardo.

## Ordine d'arrivo (Top 10)
| Pos. | Corridore          | Squadra | Tempo    |
| ---- | ------------------ | ------- | -------- |
| 1    | Mario Ricci        | Legnano | 6h26'41" |
| 2    | Cino Cinelli       | Bianchi | s.t.     |
| 3    | Severino Canavesi  | Gloria  | s.t.     |
| 4    | Domenico Pedevilla | Olmo    | s.t.     |
| 5    | Fausto Coppi       | Legnano | s.t.     |
| 6    | Pietro Chiappini   | Olympia | s.t.     |
| 7    | Guerrino Tomasoni  | Frejus  | s.t.     |
| 8    | Olimpio Bizzi      | Bianchi | s.t.     |
| 9    | Gino Bartali       | Legnano | s.t.     |
| 10   | Vasco Bergamaschi  | Bianchi | s.t.     |